# Asger Ostenfeld
Asger Skovgaard Ostenfeld, född den 13 oktober 1866 vid Horsens, död den 23 september 1931, var en dansk ingenjör, bror till Harald Ostenfeld. 
Ostenfeld tog ingenjörsexamen 1890, blev 1894 docent vid Polyteknisk læreanstalt i teknisk mekanik samt professor 1900 i samma ämne, 1905 i byggningsstatik och järnkonstruktioner. Ostenfeld utgav en rad handböcker. Han blev teknologie hedersdoktor vid Tjeckiska tekniska högskolan i Prag 1923 och invaldes 1925 som utländsk ledamot av svenska Ingenjörsvetenskapsakademien.